# Осєєва Валентина Олександрівна
Валентина Олександрівна Осєєва-Хмельова (15 квітня (28 квітня) 1902, Київ — 5 липня 1969) — радянська дитяча письменниця. Лауреат Сталінської премії третього ступеня (1952).

## Біографія
Народилася в сім'ї інженера. Після закінчення середньої школи до 1923 року навчалася на акторському факультеті Київського інституту ім. М. В. Лисенка (не закінчила). Пізніше сім'я переїхала в Москву.
У 1924—1940 роках працювала педагогом і вихователем у дитячих комунах та приймальниках для безпритульних дітей. Під час евакуації в роки Радянсько-німецької війни працювала вихователькою в дитячому садку в Башкирській АРСР.
З 1952 року проживала в селищі Ізюмівка, неподалік від міста Старий Крим, разом із чоловіком Вадимом Охотниковим.
Похована в Москві на Ваганьковському кладовищі.

## Творчість
В 1940 вийшла перша книга «Рудий кіт». Потім були написані збірники оповідань для дітей «Бабка», «Чарівне слово», «Батьківська куртка», «Мій товариш», книга віршів «Єжинка», повість «Васьок Трубачов і його товариші» з 3-х частин (1947—1951).
В 1959 вийшла повість «Дінка», а трохи пізніше «Дінка прощається з дитинством», що мають автобіографічні корені.
Частина творів була екранізована.

## Екранізації творів
- «Васьок Трубачов і його товариші» (1955)
- «Загін Трубачова бореться» (1957)
- «Образа» (1962, мультфільм)
- «Знайди мене, Льоню!» (1971)
- «Ранній, ранній ранок...» (1983)